# ТЕС Пасаргад (Кешм)
26°54′54″ пн. ш. 55°56′36″ сх. д. / 26.91500° пн. ш. 55.94333° сх. д.
ТЕС Пасаргад (Кешм) — іранська теплова електростанція на південному сході країни в провінції Хормозган.
У середині 2010-х на острові Кешм запланували створення потужної індустріальної зони, що включатиме завод з переробки газового конденсату, нафтохімічні підприємства та інші виробництва. Для забезпечення їхніх енергетичних потреб вирішили звести ТЕС Пасаргад, майданчик для якої обрали на північному узбережжі острова, на березі протоки, яка відділяє його від материка.
Спершу в 2017-му запустили три встановлені на роботу у відкритому циклі газові турбіни загальною потужністю 70 МВт. Втім, основну частину станції становитиме значно потужніша друга черга, що матиме один парогазовий блок комбінованого циклу потужністю 500 МВт. Він матиме дві газові турбіни з показниками по 170 МВт, які через відповідну кількість котлів-утилізаторів живитимуть одну парову турбіну потужністю 160 МВт. Газові турбіни другої черги стали до ладу у вересні 2020 року.
Окрім виробництва електроенергії, станція здійснюватиме опріснення води в обсягах 100 млн літрів на добу.
ТЕС розрахована на споживання природного газу, виробництво якого на Кешмі здійснюють установки підготовки родовищ Гаварзін та Хенгам. Втім, їхніх можливостей буде недостатньо для покриття потреб індустріальної зони, тому додатковий ресурс надходитиме по трубопроводу Бендер-Аббас — Кешм.
Видача продукції відбувається по ЛЕП, розрахованій на роботу під напругою 230 кВ.
Можливо також відзначити, що у другій половині 2010-х на Кешмі почали спорудження ще однієї електростанції ТЕС Хенгам.